# Xv6
xv6 — современная реализация 6-й версии операционной системы UNIX для архитектуры x86 и RISC-V, написанная на ANSI C. Она используется в учебных целях в MIT в курсе проектирования операционных систем (Operating Systems Engineering (6.828)). В отличие от GNU/Linux и BSD, xv6 достаточно простая система, чтобы изучить её за один семестр, но при этом она содержит все основные идеи и архитектуру UNIX. Курс построен не на коде оригинальной UNIX System VI, потому что эта система написана на устаревшем до-ANSI C и рассчитана на мало распространённые сейчас PDP-11.
Одна из интересных особенностей Makefile xv6 — это возможность представлять листинг исходного кода в PDF. Вывод кода содержит всего 87 страниц, включая перекрёстные ссылки. Он напоминает оригинальный код V6, который в похожем виде был опубликован в книге Лайонса.
xv6 также использовалась в учебных курсах в Рутгерском университет, Йельском университете, Университете Джонса Хопкинса и Университете Цинхуа.
xv6 была портирована для архитектуры ARM, а также в неё была добавлена поддержка виртуальной памяти.

## Сноски
1. ↑  Xv6, a simple Unix-like teaching operating system. Дата обращения: 5 февраля 2010. Архивировано 30 июля 2012 года.
2. ↑  xv6 source listing (pdf). Дата обращения: 17 апреля 2011. Архивировано из оригинала 5 июня 2011 года.
3. ↑  01:198:416: Operating Systems Design. Дата обращения: 5 февраля 2010. Архивировано 30 июля 2012 года.
4. ↑  CS422/522: Operating Systems, Spring 2010 — Overview. Дата обращения: 5 февраля 2010. Архивировано 30 июля 2012 года.
5. ↑  600.318/418: Operating Systems. Дата обращения: 28 февраля 2010. Архивировано 30 июля 2012 года.
6. ↑  FrontPage - OS Teaching Wiki. Дата обращения: 18 марта 2010. Архивировано 30 июля 2012 года.
7. ↑  xv6-on-arm. Дата обращения: 22 января 2009. Архивировано 30 июля 2012 года.
8. ↑  xv6-vm. Дата обращения: 22 января 2009. Архивировано 30 июля 2012 года.